# Ossi Michel
Oskar „Ossi“ Michel (* 13. Juli 1927 in Beckingen; † 2. Januar 2016 ebenda) war ein deutscher Tischtennisspieler. Er nahm zweimal für das Saarland an Weltmeisterschaften teil und bestritt 25 Länderspiele in der saarländischen Ländermannschaft.

## Erfolge
Nach dem Zweiten Weltkrieg stellte das Saarland eine eigenständige Nationalmannschaft. Es nahm an den TT-Weltmeisterschaften 1954 in London und 1955 in Utrecht teil. Für beide WMs wurde Ossi Michel nominiert.
Mit dem Verein TTC Beckingen (früher TV Beckingen), dem er von 1946 bis in sein hohes Alter angehörte, wurde er von 1949 bis 1953 fünfmal in Folge Saarlandmeister. Der Verein spielte in der Oberliga, die damals die höchste deutsche Spielklasse war. Bei den Saarlandmeisterschaften holte er 1956, 1957 und 1958 den Titel im Einzel, im Doppel wurde er 1954 (mit Werner Weiß) und 1956 (mit Edmund Maurer) Erster. Insgesamt wurde er für mehrere Länderspiele nominiert, 1949 gegen Frankreich und Luxemburg, 1951 gegen Indien, 1953 gegen England, Jugoslawien und Ungarn, 1956 gegen Wales sowie 1958 gegen Luxemburg.
Bei den Deutschen Seniorenmeisterschaften 2007 in Gütersloh erreichte er in der Altersklasse Ü80 das Endspiel.

## Privat
Ossi Michel war von Beruf Vermessungstechniker. Er war verheiratet.

## Turnierergebnisse
| Verband | Veranstaltung     | Jahr | Ort     | Land | Einzel | Doppel    | Mixed        | Team |
| ------- | ----------------- | ---- | ------- | ---- | ------ | --------- | ------------ | ---- |
| SAA     | Weltmeisterschaft | 1955 | Utrecht | NED  | Qual   | Scratched | keine Teiln. | 25?  |
| SAA     | Weltmeisterschaft | 1954 | Wembley | ENG  | Qual   | letzte 32 | Qual         | 28   |